# Fluminense de Feira Futebol Clube
El Fluminense de Feira Futebol Clube és un club de futbol brasiler de la ciutat de Feira de Santana a l'estat de Bahia. El seu nom prové del Fluminense Football Club de Rio de Janeiro.

## Història
El Fluminense de Feira Futebol Clube va ser fundat l'1 de gener de 1941. Esdevingué professional el 1954. Dos anys més tard fou finalista del Campionat baiano i el 1963 campió. El 1969 tornà a guanyar el campionat estatal. A nivell nacional fou finalista de la tercera divisió brasilera l'any 1992 en perdre la final amb el Tuna Luso.

## Palmarès
- Campionat baiano:
  - 1963, 1969

- Taça Estado da Bahia:
  - 1998, 2009

## Estadi
El Fluminense de Feira juga a l'Estadi Joia da Princesa, construït el 1953. Té una capacitat per a 16.274 espectadors.